# Isotopen van meitnerium
Het chemisch element meitnerium (Mt), met een atoommassa van ongeveer 268 u, bezit geen stabiele isotopen en wordt dus geclassificeerd als radioactief element. De 7 radio-isotopen zijn onstabiel en hebben een relatief korte halfwaardetijd (de meeste minder dan een seconde).
In de natuur komt geen meitnerium voor: alle isotopen zijn synthetisch bereid in een laboratorium. De eerste synthetische isotoop was 266Mt, in 1982.
De kortstlevende isotoop van meitnerium is 266Mt, met een halfwaardetijd van ongeveer 1,2 milliseconden. De langstlevende is 278Mt, met een halfwaardetijd van 8 seconden.

## Overzicht
| Nuclide | Z (p)             | N (n)             | Isotopische massa (u) | Halveringstijd | Radioactief verval                                                            | Kernspin |
| Nuclide | Excitatie-energie | Excitatie-energie | Excitatie-energie     | Halveringstijd | Radioactief verval                                                            | Kernspin |
| ------- | ----------------- | ----------------- | --------------------- | -------------- | ----------------------------------------------------------------------------- | -------- |
| 266Mt   | 109               | 157               | 266,13730(37)         | 1,2(4) ms      | {\displaystyle {\ce {{^{266}_{109}Mt}->{^{262}_{107}Bh}+\,_{2}^{4}\alpha }}}  |          |
| 268Mt   | 109               | 159               | 268,13873(34)         | 21 ms          | {\displaystyle {\ce {{^{268}_{109}Mt}->{^{264}_{107}Bh}+\,_{2}^{4}\alpha }}}  | 5+, 6+   |
| 268mMt  |                   |                   |                       | 0,07 s         | {\displaystyle {\ce {{^{268m}_{109}Mt}->{^{264}_{107}Bh}+\,_{2}^{4}\alpha }}} |          |
| 270Mt   | 109               | 161               | 270,14066(58)         | 2 s            | {\displaystyle {\ce {{^{270}_{109}Mt}->{^{266}_{107}Bh}+\,_{2}^{4}\alpha }}}  |          |
| 270mMt  |                   |                   |                       |                | {\displaystyle {\ce {{^{270m}_{109}Mt}->{^{266}_{107}Bh}+\,_{2}^{4}\alpha }}} |          |
| 274Mt   | 109               | 165               | 274,14749(60)         | 0,45 s         | {\displaystyle {\ce {{^{274}_{109}Mt}->{^{270}_{107}Bh}+\,_{2}^{4}\alpha }}}  |          |
| 275Mt   | 109               | 166               | 275,14865(64)         | 9,7 ms         | {\displaystyle {\ce {{^{275}_{109}Mt}->{^{271}_{107}Bh}+\,_{2}^{4}\alpha }}}  |          |
| 276Mt   | 109               | 167               | 276,15116(73)         | 0,72 s         | {\displaystyle {\ce {{^{276}_{109}Mt}->{^{272}_{107}Bh}+\,_{2}^{4}\alpha }}}  |          |
| 278Mt   | 109               | 169               | 278,15481(90)         | 7,6 s          | {\displaystyle {\ce {{^{278}_{109}Mt}->{^{274}_{107}Bh}+\,_{2}^{4}\alpha }}}  |          |

## Overzicht van isotopen per element
|             | 1           |             |                                              |                                              |                                              |                                              |                                              |                                              |                                              |                                              |                                              |                                              |    |    |    |    |    | 18 |
| 1           | H           | 2           | Periodiek systeem                            | Periodiek systeem                            | Periodiek systeem                            | Periodiek systeem                            | Periodiek systeem                            | Periodiek systeem                            | Periodiek systeem                            | Periodiek systeem                            | Periodiek systeem                            | Periodiek systeem                            | 13 | 14 | 15 | 16 | 17 | He |
| 2           | Li          | Be          | De links verwijzen naar isotopen per element | De links verwijzen naar isotopen per element | De links verwijzen naar isotopen per element | De links verwijzen naar isotopen per element | De links verwijzen naar isotopen per element | De links verwijzen naar isotopen per element | De links verwijzen naar isotopen per element | De links verwijzen naar isotopen per element | De links verwijzen naar isotopen per element | De links verwijzen naar isotopen per element | B  | C  | N  | O  | F  | Ne |
| 3           | Na          | Mg          | 3                                            | 4                                            | 5                                            | 6                                            | 7                                            | 8                                            | 9                                            | 10                                           | 11                                           | 12                                           | Al | Si | P  | S  | Cl | Ar |
| 4           | K           | Ca          | Sc                                           | Ti                                           | V                                            | Cr                                           | Mn                                           | Fe                                           | Co                                           | Ni                                           | Cu                                           | Zn                                           | Ga | Ge | As | Se | Br | Kr |
| 5           | Rb          | Sr          | Y                                            | Zr                                           | Nb                                           | Mo                                           | Tc                                           | Ru                                           | Rh                                           | Pd                                           | Ag                                           | Cd                                           | In | Sn | Sb | Te | I  | Xe |
| 6           | Cs          | Ba          | ↓                                            | Hf                                           | Ta                                           | W                                            | Re                                           | Os                                           | Ir                                           | Pt                                           | Au                                           | Hg                                           | Tl | Pb | Bi | Po | At | Rn |
| 7           | Fr          | Ra          | ↓↓                                           | Rf                                           | Db                                           | Sg                                           | Bh                                           | Hs                                           | Mt                                           | Ds                                           | Rg                                           | Cn                                           | Nh | Fl | Mc | Lv | Ts | Og |
|             |             |             |                                              |                                              |                                              |                                              |                                              |                                              |                                              |                                              |                                              |                                              |    |    |    |    |    |    |
| Lanthaniden | Lanthaniden | Lanthaniden | La                                           | Ce                                           | Pr                                           | Nd                                           | Pm                                           | Sm                                           | Eu                                           | Gd                                           | Tb                                           | Dy                                           | Ho | Er | Tm | Yb | Lu |    |
| Actiniden   | Actiniden   | Actiniden   | Ac                                           | Th                                           | Pa                                           | U                                            | Np                                           | Pu                                           | Am                                           | Cm                                           | Bk                                           | Cf                                           | Es | Fm | Md | No | Lr |    |

265Mt · 266Mt · 267Mt · 268Mt · 268mMt · 269Mt · 270Mt · 270mMt · 271Mt · 272Mt · 273Mt · 274Mt · 275Mt · 276Mt · 277Mt · 278Mt · 279Mt